# Riccardo Misasi
Riccardo Misasi (Cosenza, 14 luglio 1932 – Roma, 21 settembre 2000) è stato un politico italiano, deputato della Democrazia Cristiana e ministro della Repubblica Italiana. Ricoprì gli incarichi di Ministro della Pubblica Istruzione (1970-1972 / 1991-1992), degli Interventi Straordinari nel Mezzogiorno (1989-1990) e Segretario del Consiglio dei Ministri (1988-1989).

## Biografia
Riccardo Misasi è nato a Cosenza il 14 luglio del 1932; il padre Antonio era un avvocato originario di San Nicola Arcella. In seguito alla licenza liceale conseguita al liceo classico Bernardino Telesio con il massimo dei voti si è trasferito a Milano nel Collegio Augustinianum, conoscendo così Ciriaco De Mita e Gerardo Bianco; si è laureato in Giurisprudenza all'Università Cattolica del Sacro Cuore di Milano. Nel 1953 inizia la sua lunga carriera politica: insieme a De Mita entra a fare parte della corrente sinistra di "Base", fondata dal partigiano Giovanni Marcora e da Luigi Granelli. Dopo l'incarico di consigliere comunale, nel 1958, all'età di 26 anni, fu eletto deputato per la Democrazia Cristiana. 
Nei primi anni sessanta fu uno dei sostenitori, in seno alla sua corrente e a quella dorotea, di un'alleanza programmatica con il partito Socialista Italiano di Pietro Nenni (il primo governo di centro sinistra "organico" è il Governo Moro I, ma già gli esecutivi presieduti da Fanfani tra il 1960 e il 1963 avevano posto un segnale di discontinuità, in quanto il PSI, pur non facendo parte della compagine governativa, garantiva la fiducia esterna). Nei tre governi presieduti da Moro, Misasi fu Sottosegretario alla Giustizia.

### Attività ministeriale
È stato ministro del Commercio con l'estero dall'agosto del 1969 al marzo del 1970 nel governo Rumor II(governo nato dalla crisi dell'esecutivo precedente a causa della fine dell'unità socialista PSI-PSDI), ministro della pubblica istruzione dal marzo 1970 al giugno 1972 nel governo Rumor III, nel governo Colombo (esecutivo di centro-sinistra che andò in crisi nei primi mesi del 1972 a causa dell'elezione di Giovanni Leone a Presidente della Repubblica con una maggioranza centrista) e nel Governo Andreotti I, nonché nel Governo Andreotti VII, dal 13 aprile 1991 al 28 giugno 1992. Il primo Consiglio delle comunità europee, e dei ministri della pubblica istruzione riuniti in sede di Consiglio, si tenne il 16 novembre del 1971, sotto la sua presidenza e alla presenza del commissario europeo per l'Industria e la Tecnologia Altiero Spinelli. 
Durante il periodo del rapimento di Aldo Moro da parte delle Brigate Rosse, auspicò una linea aperturista, contrapposta al cosiddetto fronte della fermezza del Governo Andreotti III (esecutivo nato nell'ambito del Compromesso Storico) e del Partito Comunista di Enrico Berlinguer; Misasi ricevette anche delle lettere da Moro, come del resto anche Francesco Cossiga, Giulio Andreotti, Fanfani (sostenitore della linea aperturista) e Benigno Zaccagnini. In tale missiva Moro, consapevole della linea assunta da Misasi durante il rapimento, chiese a quest'ultimo di convocare un Consiglio Nazionale da lui presieduto per risolvere la delicata situazione, ma l'uccisione dello statista il successivo 9 maggio rese vano ogni tentativo di aprire un varco di trattativa. 
L'anno successivo, nel 1979, in seguito al rifiuto di Andreotti di fare entrare nella compagine governativa esponenti comunisti, terminò il compromesso storico. Nel 1980, Carlo Donat-Cattin presentò il cosiddetto preambolo, un documento programmatico che precludeva qualsiasi alleanza con il PCI e che fu accolto dalla maggioranza dorotea; fu quindi eletto come nuovo segretario nazionale il doroteo Flaminio Piccoli che mantenne questo ruolo fino al 1982, quando a divenire segretario nazionale del partito fu Ciriaco De Mita, esponente della corrente di Base.
A seguito dell’elezione di De Mita come segretario della Democrazia Cristiana nel maggio del 1982 con la concertazione degli Andreottiani, dei Basisti e della Corrente "Nuove Cronache" in contrapposizione ad Arnaldo Forlani, ricoprì l'incarico di capo della segreteria politica del partito tra il 1982 e il 1988, e tra il 1988 ed 1989, durante il governo De Mita, fu sottosegretario alla presidenza e segretario del Consiglio dei ministri. Uscì dal Governo Andreotti VI insieme agli altri Ministri della Sinistra nel 1990, con l'approvazione della legge Mammì, ritenuta troppo in linea agli interessi di Silvio Berlusconi. Rientrò nuovamente nel governo Andreotti il 13 aprile 1991 come Ministro della pubblica Istruzione.
Nel marzo del 1993, l'anno che fu contrassegnato dall'inchiesta di "Mani Pulite" che coinvolse tutti i partiti, fu accusato dalla Procura di Reggio Calabria di associazione di tipo mafioso (ex art. 416 bis codice penale) e corruzione (ex art. 319-319 bis codice penale), ma la Camera dei Deputati negò la richiesta di autorizzazione a procedere all'arresto, con l'astensione del PDS, per presunta insussistenza delle accuse contestate, nonostante l'integrazione della domanda di autorizzazione a procedere inviata dalla Procura di Reggio Calabria in data 22 luglio 1993. L'inchiesta fu in seguito archiviata di stralcio in stralcio.
Nel 1998, quattro anni dopo il ritiro dalla scena politica nazionale, pubblicò un saggio che narrava della storia del comune di Orvieto sin dalla nascita dei comuni nel Medioevo, dal titolo "Storia di un libero comune. Dall'esperienza antica di Orvieto provocazioni e pensieri per oggi" (Rubbettino editore).

### Morte e dediche postume
Misasi è deceduto a Roma il 21 settembre del 2000 all'età di 68 anni, colto da un improvviso arresto cardiaco. Dopo la sua morte gli è stata dedicata a Cosenza una delle principali strade cittadine, la ex via Roma, ed anche una Scuola secondaria di primo grado paritaria. In vita inoltre aveva contribuito ad aprire nel 1972 l'università degli Studi della Calabria (UNICAL) nel comune di Rende, nell'hinterland Cosentino (nella frazione Arcavacata).